# Réseau de bus Le Bus Direct
A Réseau de bus Le Bus Direct egy autóbusztársaság Párizsban. A társaság autóbuszjáratokat üzemeltet a két párizsi repülőtértől (Párizs-Charles de Gaulle repülőtér, Párizs–Orly repülőtér) a belvárosba, továbbá közvetlen buszjáratot a két repülőtér között. A vállalat a Keolis leányvállalata, Setra és Scania autóbuszai vannak.
A szolgáltatás 2020. április 1-je óta szünetel.